# Yucca

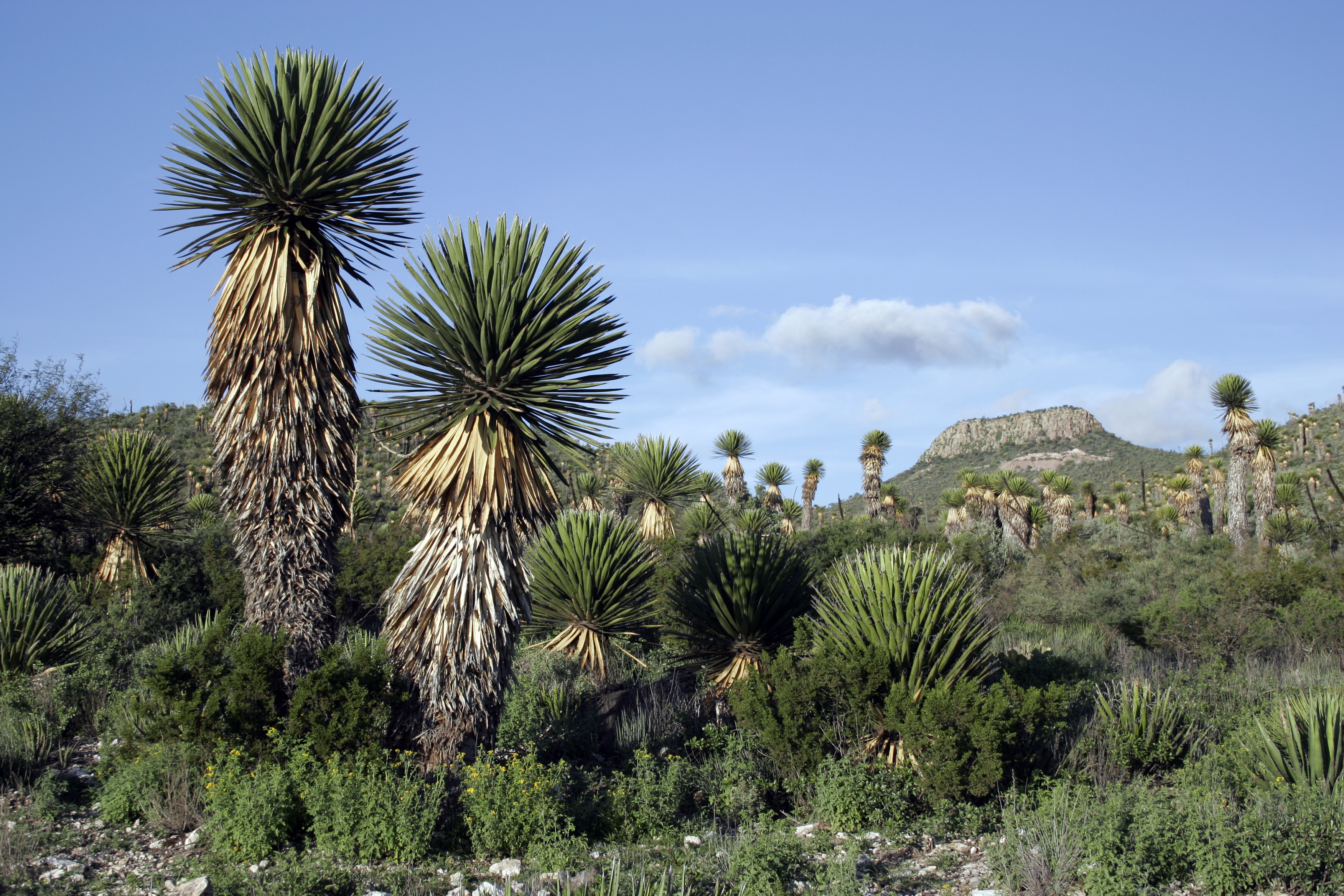
Padure de yucca

Yucca este un gen de arbori și arbuști pereni din familia Asparagaceae, subfamilia Agavoideae. Acest gen cuprinde circa 40 - 50 de specii, vivace,  originare din America de Nord, America Centrală și  Indiile de Vest. Yucca are o tulpină caracteristică, lemnoasă, groasă și aspră, la extremitatea căreia se formează una sau mai multe rozete de frunze. În mediul natural atinge chiar 12 m înălțime.

## Istoric
Originară din America Centrală (Mexic și Guatemala), Yucca era folosită de populația maya în urmă cu 2000 de ani ca medicament și hrană. Indienii consideră Yucca cel mai frumos arbust al pustiurilor, îl idolatrizează de veacuri și, datorită efectelor sale miraculoase, i-au dat denumirea de "arbore al vieții". Yucca a devenit din anii '60 foarte populară ca plantă de apartament.
Deși adesea sunt asociate cu zona aridă a deșerturilor, unele specii sunt originare din sud-estul SUA și din insulele caraibiene, ceea ce face ca mai multe locuri să-i poarte numele :
- Yucca Valley, din California
- Yucca Mountain, în Nevada
- Yucca House National Monument

## Caracteristici
- Frunze întregi, persistente, liniar-ascuțite, prelungite, lungi, pieloase.
- Flori (perigon cu șase petale cărnoase, șase stamine, pistil gros cu șase stigmate, oval lunguieț) albe sau galbene, campanulate, parfumate, în panicule mari, ramificate, piramidale (circa un metru înălțime), ramuri florifere erecte.
- Fruct, capsulă, semințe mari cu coajă subțire.

### Reproducerea
Reproducerea se face prin divizare, despărțirea drajonilor și prin semințe.
Yucca se însămânțează în februarie-martie la 0,5 cm adâncime, într-un pământ bine amestecat și umed, format din două părți compost și o parte nisip grosier. Se introduce totul într-o lădiță care se menține la umbră și la 21 °C. Când semințele au încolțit se așeză plăntuțele într-un loc luminos. Când acestea vor avea înălțimea de 5–8 cm (adică după circa 3 luni), se replantază separat în ghivece de 13 cm conținând cioburi de teracotă la bază, pentru favorizarea drenajului, și un compost obișnuit. Dacă plantele ajung prea mari și își pierd forma, se pot multiplica prelevând fragmente de tulpină primăvara-vara. Se scoate vechea plantă din ghiveci, se așază tulpina lemnoasă pe o suprafață plată și stabilă și se taie în segmente de lungimi diferite (minim 10 cm). Se tratează suprafața tăiată cu pulbere de hormoni rizogeni și se plantază segmentele într-un amestec constituit din părți egale de turbă și nisip grosier, îngropându-le suficient de adânc pentru a le menține verticale. Se acoperă ghiveciul cu un clopot de plastic transparent și se menține protejat de lumina directă a soarelui, la o temperatură de 24-27 °C. Se menține umiditatea compostului la un nivel adecvat. Se îndepărtează învelișul de plastic după trei săptămâni, când vlăstarele tinere s-au dezvoltat, și se transferă în alte ghivece separat sau în grupuri de 2-3.

## Utilizare
Unele specii de Yucca sunt folosite ca element decorativ în parcuri, în sol ușor, nisipo-argilos, expus la soare, ca floare tăiată, în vaze, ca aliment pentru animale și la împletirea coșurilor. De asemenea se utiliazată și în medicina alternativă pentru conținutul ridicat în substanțe care au un efect de curățire a toxinelor din organismul uman.

## Specii și varietăți
- Yucca aloifolia
- Yucca angustissima
- Yucca angustifolia
- Yucca arkansana
- Yucca baccata
- Yucca baileyi
- Yucca brevifolia
- Yucca confinis
- Yucca constricta
- Yucca decipiens
- Yucca elata
- Yucca elephantipes
- Yucca endlichiana
- Yucca faxoniana
- Yucca filamentosa
- Yucca filifera
- Yucca flaccida
- Yucca glauca
- Yucca gloriosa
- Yucca grandiflora
- Yucca harrimaniae
- Yucca intermedia
- Yucca jaliscensis
- Yucca kanabensis
- Yucca lacandonica
- Yucca madrensis
- Yucca nana
- Yucca pallida
- Yucca periculosa
- Yucca recurvifolia
- Yucca rigida
- Yucca rostrata
- Yucca rupicola
- Yucca schidigera
- Yucca schottii
- Yucca standleyi
- Yucca thompsoniana
- Yucca thornberi
- Yucca torreyi
- Yucca treculiana
- Yucca valida
- Yucca whipplei
- Yucca yucatana

| Unele specii în imagini |                  |                   |                   |                |
|                         |                  |                   |                   |                |
| Yucca decipiens         | Yucca schidigera | Yucca filamentosa | Yucca aloifolia   | Yucca filifera |
|                         |                  |                   |                   |                |
| Yucca treculeana        | Yucca rostrata   | Yucca schottii    | Yucca elata       | Yucca gloriosa |
|                         |                  |                   |                   |                |
| Yucca baccata           | Yucca cernua     | Yucca pallida     | Yucca reverchonii | Yucca gigantea |